# 布魯克蘭 (阿肯色州)
布魯克蘭（英語：Brookland）是一個位於美國阿肯色州克雷格黑德縣的城市。

## 地理
布魯克蘭的座標為35°54′09″N 90°34′54″W / 35.90250°N 90.58167°W，而該地的平均海拔高度為80米（即262英尺）。

## 人口
根據2020年美國人口普查的數據，布魯克蘭的面積為20.25平方千米，當中陸地面積為20.20平方千米，而水域面積為0.05平方千米。當地共有人口4064人，而人口密度為每平方千米201人。